# 海洋研究開発機構

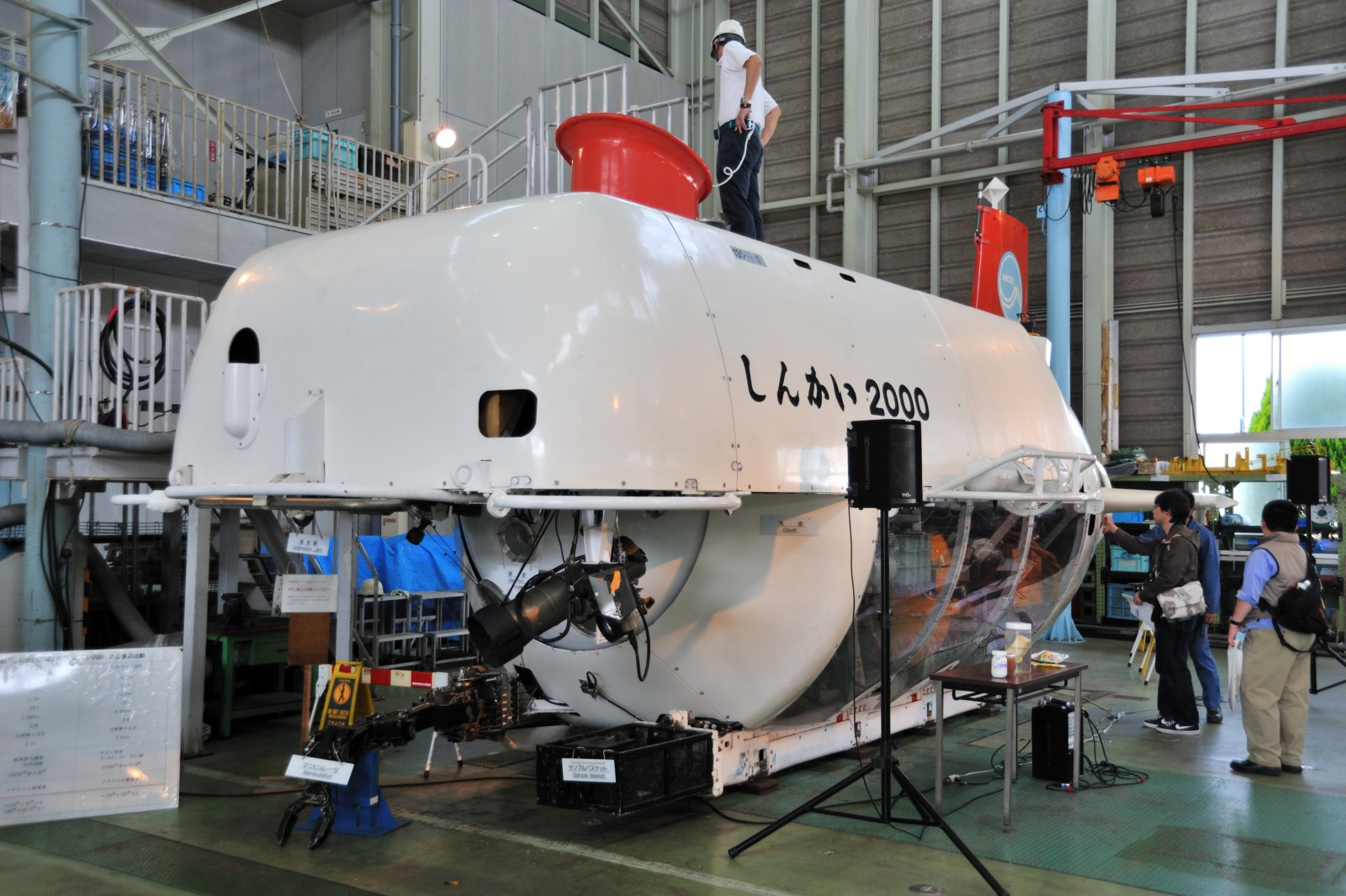
しんかい2000

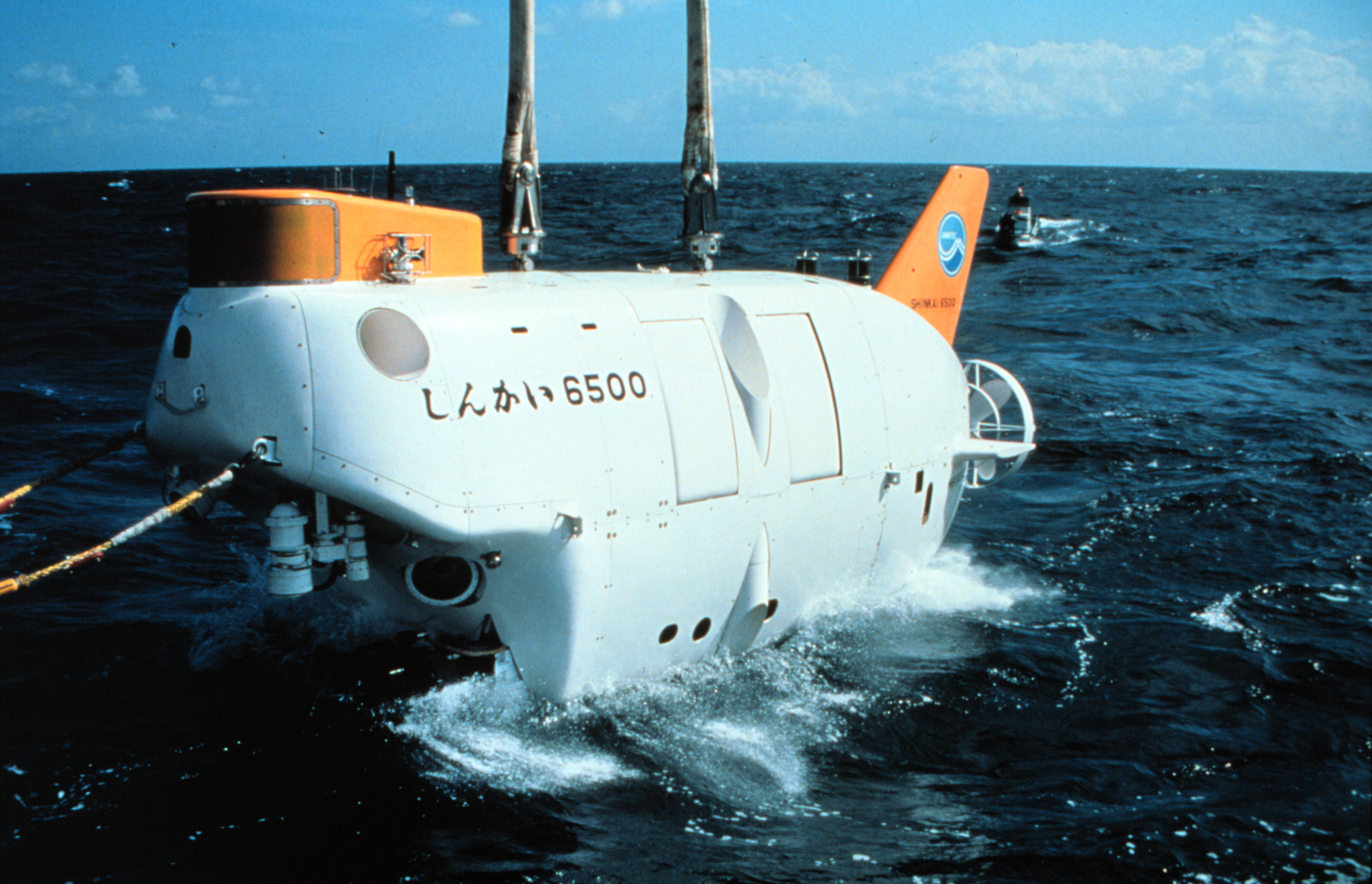
しんかい6500

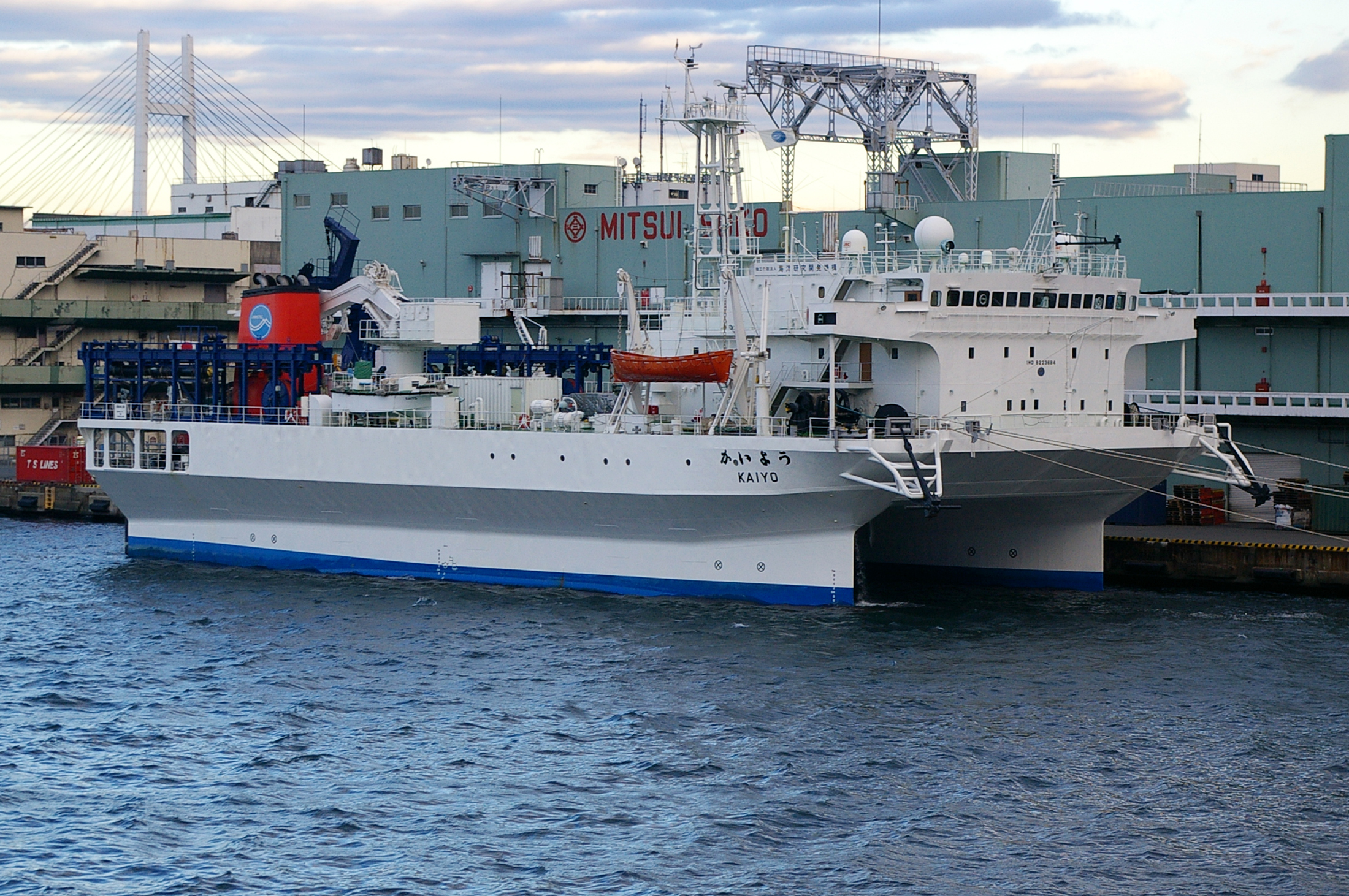
かいよう

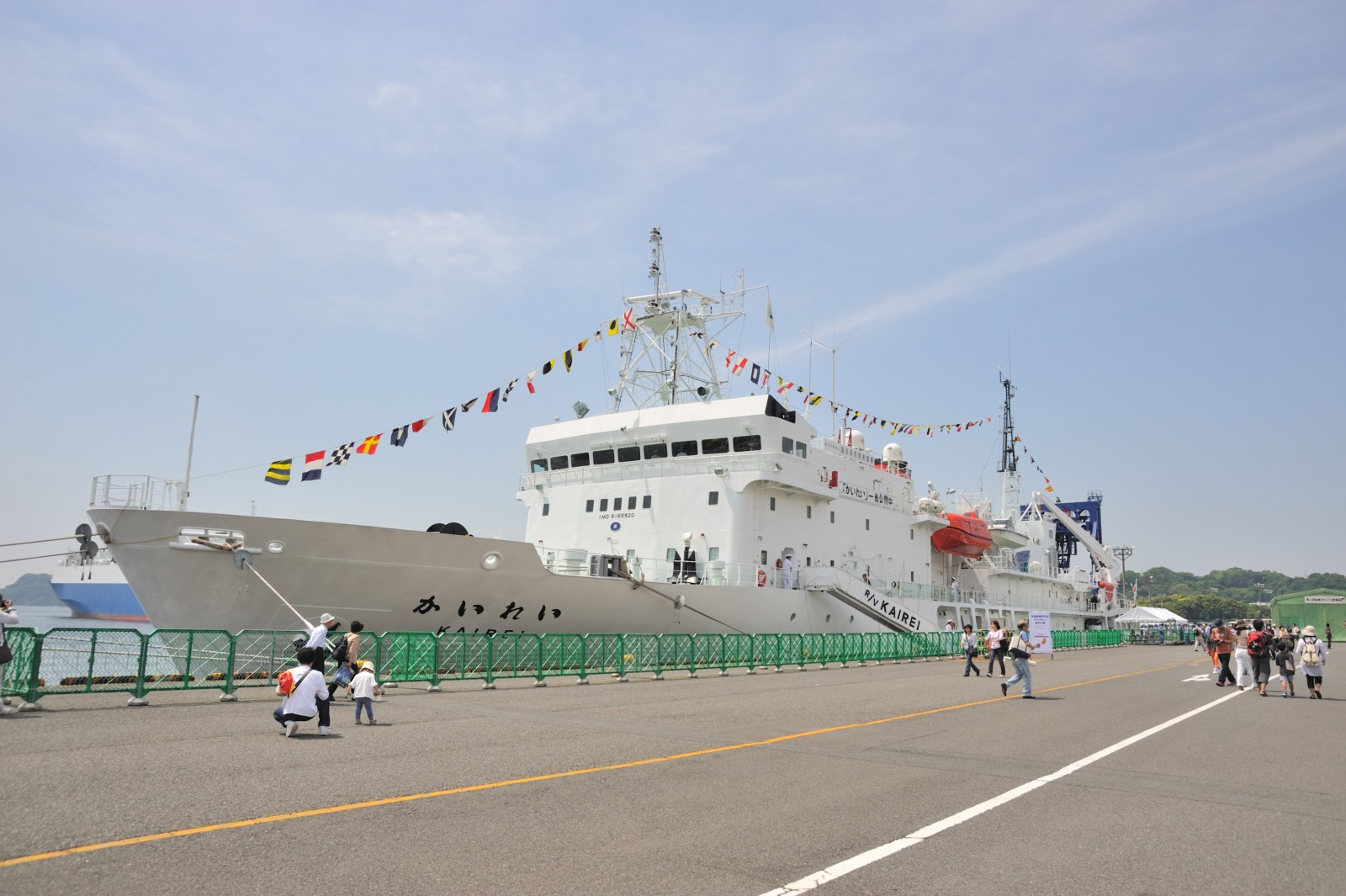
かいれい

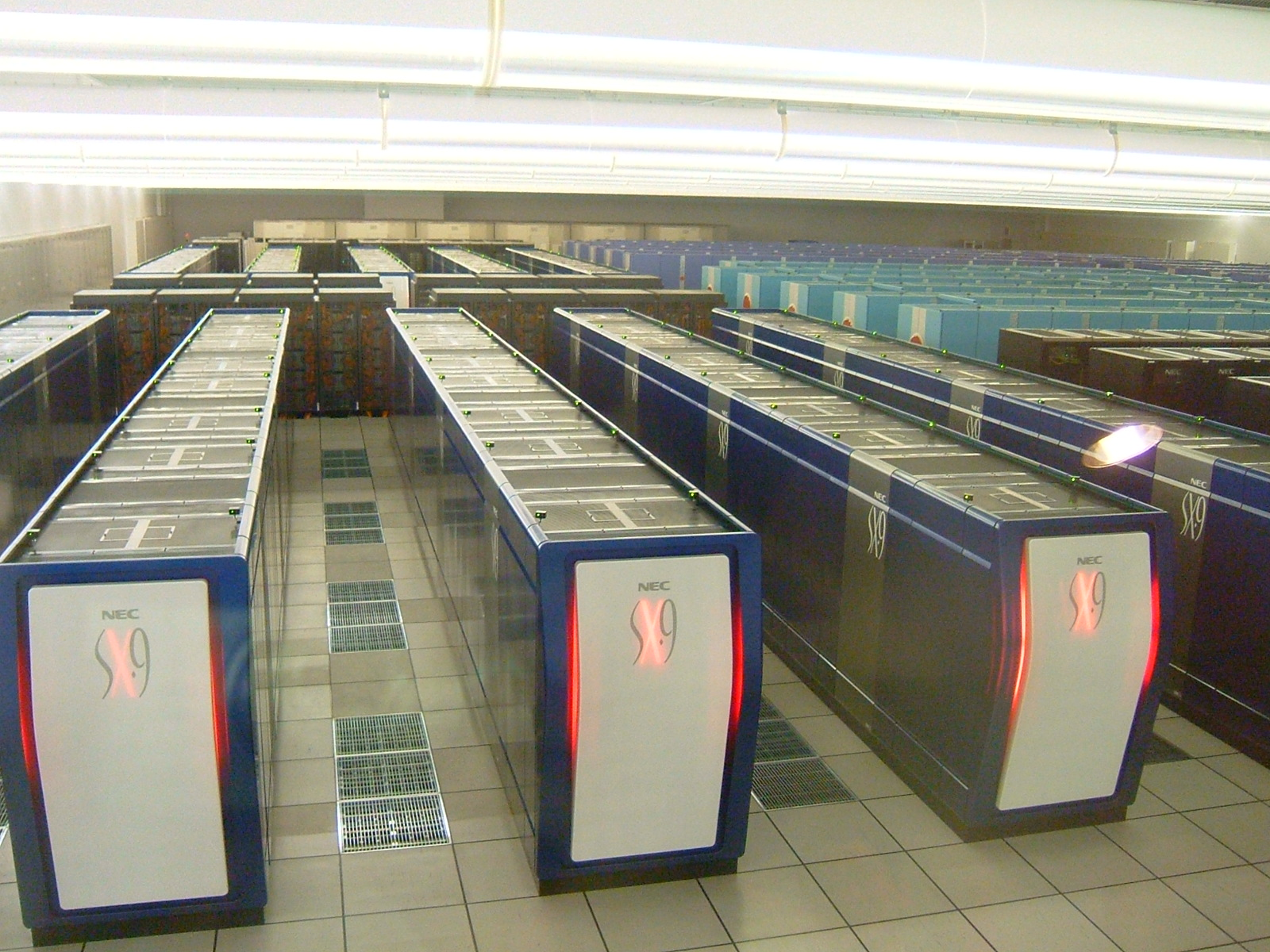
地球シミュレータ

国立研究開発法人海洋研究開発機構（かいようけんきゅうかいはつきこう、英: Japan Agency for Marine-Earth Science and Technology）は、文部科学省所管の国立研究開発法人である。略称はJAMSTEC（ジャムステック）、海洋機構。既存の調査船や潜水船などに加え、2004年の独立行政法人化の際に東京大学海洋研究所から移管された調査船を用いて、海洋、大陸棚、深海などを観測研究する。スーパーコンピュータで地球シミュレータなどの大型計算機を用いて、気候変動や地震などに関するシミュレーション研究をする。
1971年10月1日、認可法人として海洋科学技術センター(JAMSTEC:Japan Marine Science and Technology Center)設立。2004年4月1日、海洋科学技術センターは解散、同時に独立行政法人海洋研究開発機構が発足。2015年4月、「独立行政法人海洋研究開発機構」から「国立研究開発法人海洋研究開発機構」に名称変更した。

## 概要
海洋研究開発および関連する地球物理学研究開発のために設置された研究所である。日本最初の深海潜水艇の開発をはじめとして、国際地球観測プロジェクト推進のための研究船などを開発し運用する。また、長時間有人探査の難しい海溝探査を目的とした、無人探査機等を開発し運用する。スーパーコンピュータで、一時期世界一となった地球シミュレータを運用するほか、大陸棚に存在するメタンハイドレート・海底熱水鉱床・石油・天然ガスなどの資源を調査研究する。
東宝制作の映画『日本沈没（2006年版）』では、本研究開発機構の機材をそのまま使用した。また、NHKとBBCが制作した『プラネットアース』でも、番組ナビゲータの緒形拳が深海からレポートを行う際などに、本機構の深海探査艇を使用した。

## 組織
2020年1月現在。

### 研究部門
地球環境部門
- - 海洋観測研究センター
  - 北極環境変動総合研究センター
  - 地球表層システム研究センター
  - 環境変動予測研究センター
  - 海洋生物環境影響研究センター
  - 大気海洋相互作用研究プログラム
  - むつ研究所

海洋機能利用部門
- - 生物地球化学プログラム
  - 生命理工学センター
  - 海底資源センター

海域地震火山部門
- - 地震発生帯研究センター
  - 地震津波予測研究開発センター
  - 火山・地球内部研究センター

付加価値情報創生部門
- - 数理科学・先端技術研究開発センター
  - アプリケーションラボ
  - 情報エンジニアリングプログラム
  - 地球情報基盤センター
  - 国際海洋環境情報センター

超先鋭研究開発部門
- - 超先鋭研究プログラム
  - 超先鋭技術開発プログラム
  - 高知コア研究所

### 運営部門
- 研究プラットフォーム運用開発部門
  - 企画調整部
  - 技術開発部
  - 運用部
  - 環境保安グループ
  - 船員チーム
  - マントル掘削プロモーション室

- 研究推進部
  - 研究推進第1課
  - 研究推進第2課

- 経営企画部
  - 企画課
  - 経営戦略課

- 海洋科学技術戦略部
  - 対外戦略課
  - 国際協力課
  - 広報課
  - 研究資源マネジメント課

- 総務部
  - 総務課
  - 施設課
  - 横浜管理課
  - 法務・コンプライアンス課

- 人事部
  - 人事企画・ダイバーシティ推進課
  - 人事任用課
  - 職員課

- 経理部
  - 経理課
  - 財務課
  - 契約調整課
  - 調達課
  - 外部資金課

- 安全衛生監理室

- 監査室

### 事業所
- 横須賀本部（神奈川県横須賀市夏島）
- 横浜研究所（神奈川県横浜市金沢区昭和町）
- むつ研究所（青森県むつ市関根、関根浜港）
- 高知コア研究所（高知県南国市物部、高知大学物部キャンパス内）
- 国際海洋環境情報センター (GODAC)
- 東京事務所（千代田区内幸町 富国生命ビル）

### 理事長
- 加藤康宏：2004年 - 2012年
- 平朝彦：2012年 - 2019年
- 松永是：2019年 - 2022年
- 大和裕幸：2022年 -

### 職員数・予算
常勤の職員数は2022年現在、909人で、研究職、技術職、船員、事務職、支援職等の職種がある。
予算額は、2022年度には約400億円。

## 運用船など
船舶の運航・管理業務委託先は以下のとおりである。
- 日本海洋事業：「よこすか」「みらい」「かいめい」「新青丸」
- グローバルオーシャンディベロップメント[注釈 1]：「ちきゅう」
- 海洋研究開発機構：「白鳳丸」

### 研究船・探査機
船舶
- 深海潜水調査船支援母船「よこすか」
- 海洋地球研究船「みらい」
- 海底広域研究船「かいめい」
- 東北海洋生態系調査研究船「新青丸」
- 学術研究船「白鳳丸」
- 有人潜水調査船「しんかい6500」
- 地球深部探査船「ちきゅう」

無人探査機
- 深海巡航探査機「うらしま」(元「うらしま」)
- 無人探査機「ハイパードルフィン」
- 無人探査機「かいこう」
- 深海曳航調査システム「ディープ・トウ」

過去に活躍した船舶
- 深海調査研究船「かいれい」（2022年2月退役）
- 海洋調査船「なつしま」（2016年2月退役）
- 海洋調査船「かいよう」（2016年2月退役）
- 学術研究船「淡青丸」（2013年1月退役）
- 有人潜水調査船「しんかい2000」（2004年3月退役）

## 共同研究
- 地球フロンティア研究システム - 1997年10月に宇宙開発事業団（NASDA）、国立環境研究所地球環境研究センター（CGER）との共同研究として発足。スーパーコンピュータの地球シミュレータが海洋開発研究機構に設置されたことを発端とする[5]。

- 地球観測フロンティア研究システム - 1999年8月、宇宙開発事業団（NASDA）との共同研究として発足。地球温暖化や異常気象をはじめとする地球規模の変動現象の解明と予測を目指す研究を行っている[6]。

- 人・自然・地球共生プロジェクト - 地球シュミレータの運用に関連して2002年に発足。東京大学、国立環境研究所、気象研究所と連携して研究を行っている[5]。